# Luca Bramati
Luca Bramati (* 6. November 1968 in Vaprio d’Adda) ist ein ehemaliger italienischer Radrennfahrer, der im Cyclocross und im Mountainbikesport erfolgreich war.

## Sportlicher Werdegang
Bramati hatte seine erfolgreichste Zeit in den Jahren 1995 bis 1997. In der Saison 1995/96 gewann er den Cyclocross-Weltcup sowie die Superprestige-Serie. Zweimal (1996, 1997) holte er Bronze bei den Cyclocross-Weltmeisterschaften.
Im Cross-Country nahm er am Mountainbikerennen der Olympischen Spiele 1996 teil und wurde Achter. Bei den Mountainbike-Weltmeisterschaften 1997 in Château-d’Oex gewann er die Bronzemedaille.
Nach dem Ende seiner aktiven Karriere blieb Bramati dem Radsport verbunden. Im Mountainbikesport betreibt er das Trinx Factory Team, im Cyclocross das Alé Cycling Team. In seinem Heimatort Vaprio d’Adda leitet er mit seiner Ehefrau eine Radsport-Schule.

## Privates
Luca Bramati ist mit Elena Merenti verheiratet, ihre Kinder Lucia und Marco sind ebenfalls Radsportler, wobei Lucia 2020 und 2021 italienische Junioren-Meisterin im Cyclocross war. Der Rennfahrer Davide Bramati ist sein Cousin.

## Erfolge

### Cyclocross
1995/1996
- Weltmeisterschaften
- Weltcup: Gesamtwertung mit Siegen in Wangen, Heerlen und Variano di Basiliano
- Superprestige: Gesamtwertung mit Siegen in Overijse und Wetzikon

1996/1997
- Weltmeisterschaften
- Superprestige: Siege in Overijse und Wetzikon

### Mountainbike
1995
- Europameisterschaften (XCO)
- Weltcup: Sieg in Rom (XCO)

1997
- Europameisterschaften (XCO)
- Weltmeisterschaften (XCO)
- Weltcup: Sieg in Napa Valley (XCO)